# Matsudaira Kiyoyasu
Matsudaira Kiyoyasu (松平 清康?; 28 settembre 1511 – 1536) è stato un daimyō giapponese del periodo Sengoku, capo del clan Matsudaira e nonno di Tokugawa Ieyasu.

## Biografia
Kiyoyasu fu il figlio maggiore di Matsudaira Nobutada. Dopo esser stato nominato capo del clan si mosse per consolidare la posizione del clan Matsudaira nella provincia di Mikawa, conquistando il castello di Okazaki nel 1524 e sconfiggendo il clan Saigo e costruendo il castello di Okazaki. 
Dopo questa conquista, uno dei servitori di Kiyoyasu, Abe Masatoyo, iniziò a risentirsi nei confronti di Kiyoyasu. Nel 1535 Masatoyo in qualche modo entrò nelle camere segrete di Kiyoyasu e lo uccise con la sua spada Muramasa. 
Un'altra versione sulla morte di Kiyoyasu viene riportata da A. L. Sadler:
"Kiyoyasu, figlio di Nobutada, era un leader capace, e la sua amicizia e alleanza fu cercata sia da Takeda Nobutora, padre del grande Shingen, sia da Oda Nobumitsu, zio del più famoso Nobunaga. Nobumitsu disse a Kiyoyasu che se avesse attaccato la sua provincia di Owari sarebbe stato dalla sua parte, poiché voleva estromettere suo fratello maggiore Nobuhide, il capo del clan Oda. Kiyoyasu accettò la proposta, ma suo zio Nobusada, vedendo in tale azione un'opportunità per prendere il controllo del clan, avvisò Nobuhide. Quando Kiyoyasu venne a sapere di ciò rimase molto turbato dal tradimento, e iniziò a girare la voce che fosse stato il suo fedele servitore Abe Sadayoshi ad essere in combutta con lo zio . Abe Sadayoshi fu molto indignato quando venne a sapere di questa calunnia, chiamò suo figlio Yashichi, dicendogli che avrebbe provato che tale calunnia era falsa e che sarebbe stata provata presto. Ma nel caso ciò non fosse avvenuto sarebbe stato messo a morte con disonore. Durante un incontro tra Sadayoshi e Kiyoyasu il cavallo di Sadayoshi iniziò ad essere irrequieto e scalciante, e questo creò confusione fuori dalla casa, e Kiyoyasu uscì dando ordine di prenderlo e legarlo. Sentendo il rumore, Yashichi concluse subito che suo padre era stato arrestato ed era in pericolo, e si precipitò fuori e senza alcuna riflessione uccise Kiyoyasu. Fu subito ucciso dalle guardie di Kiyoyasu. Tuttavia i Matsudaira non rimasero senza un erede poiché il figlio di Kiyoyasu, Matsudaira Hirotada, aveva dieci anni. L'esercito di Kiyoyasu dovette ritirarsi subito dopo la sua morte, e fu Sadayoshi a occuparsi di Hirotada, poiché l'accusa di tradimento fu rapidamente dimostrata falsa, e il clan si fidava di lui come prima."